# Actinia grobbeni
Actinia grobbeni är en havsanemonart som beskrevs av Watzl 1922. Actinia grobbeni ingår i släktet Actinia och familjen Actiniidae. Inga underarter finns listade i Catalogue of Life.